# 온양이씨 어필각
온양이씨 어필각(溫陽李氏 御筆閣)은 대한민국 충청남도 금산군 금성면에 있는 어필각이다. 1984년 5월 17일 충청남도의 문화재자료 제22호로 지정되었다.

## 참고 자료
- 온양이씨 어필각 - 국가유산청 국가유산포털